# Burgerpartij De Fryske Marren
Burgerpartij De Fryske Marren is een lokale partij in de provincie Friesland.

## Geschiedenis
De partij werd eind 2017 opgericht door Ron Hottinga en Gerard ten Boom. Reden van oprichting van de partij was de grote onvrede die er heerst(e) ten aanzien van het omgaan met inwoners en ondernemers. Tijdens de gemeenteraadsverkiezingen binnen de fusiegemeente De Fryske Marren wist de partij een zetel te bemachtigen binnen de gemeenteraad. Na de verkiezingen in 2022 kwam daar een tweede zetel bij en voegde Rosa Yntema Salverda zich als raadslid bij de partij. Raadslid Albert van Keimpema stapte in juli 2022 over van de VVD naar Burgerpartij DFM, waardoor de partij met drie zetels in de gemeenteraad van gemeente De Fryske Marren is vertegenwoordigd.